# Montville (New Jersey)
Montville è un comune (township) degli Stati Uniti d'America, nella contea di Morris nello Stato del New Jersey.